# 短尾似天竺魚
短尾似天竺魚（学名：Apogonichthyoides brevicaudatus），又稱短尾天竺鯛，短尾似天竺鯛，為輻鰭魚綱鈎頭魚目天竺鯛科的其中一個種。其种加词“brevicaudatus”意为“短尾的”。

## 分布
本魚分布於印度西太平洋區，包括印尼、阿拉弗拉海及澳洲海域。

## 深度
水深3至50公尺。

## 特徵
本魚體粗短，口大且下位，眼大。體呈粉紅色至淺紅棕色，沿著側面的鱗片排列有8-9條窄條紋，第二背鰭基部附近有一個大黑點，臀鰭基部有一個較小的黑點，臉頰上有深色斜條，鰓蓋上有一個小黑點，背鰭硬棘8枚、背鰭軟條9枚、臀鰭硬棘2枚、臀鰭軟條8枚，體長可達19.5公分。

## 生態
本魚棲息沿岸礁石區，白天躲藏於岩洞中，伺夜晚出來覓食，以底棲無脊椎動物為食，雄魚與雌魚交配後，雄魚會將卵含在口中保護，孵化之。

## 經濟利用
不具經濟價值。